# Gymnommopsis cordubensis
Gymnommopsis cordubensis là một loài ruồi trong họ Tachinidae.